# Scytale
Scytale a Frank Herbert által írt A Dűne-regényekben felbukkanó tleilaxi mester.
Liga szerint 15229-ben, miután a Tisztelet Matrónái elpusztítják a Rakist és a tleilaxi bolygókat, Scytale lesz az utolsó Mester. Ebben a tisztségében ő az utolsó legmagasabb rangú tleilaxi, aki életben maradt.
Liga szerint 15240-ben néhány Bene Gesserit nővér, néhány zsidó, Scytale és Duncan Idaho eltulajdonítanak egy nem-hajót, amivel megszöknek, mivel nem tudják elfogadni a Bene Gesserit és a Tisztelet Matrónáinak az egységesítését.
Liga szerint 15262-ben a menekülő Ithaka fedélzetén meghal Scytale. Ifjabb reinkarnációja átveszi az elhunyt helyét. Miután sikerül legyőzni Omniust – ekkor már végleg – az újjáépítés során bizonyoson feltételekkel engedményeket tesznek Scytale-nak, aki ezt nem is bánja.